# Giorgi Kvernadze
Giorgi K'vernadze (in georgiano გიორგი კვერნაძე?; Samtredia, 7 febbraio 2004) è un calciatore georgiano, attaccante del Frosinone e della nazionale Under-21 georgiana.

## Carriera

### Club
Ha iniziato la sua carriera nel settore giovanile del Saburtalo Tbilisi, con cui ha debuttato in Erovnuli Liga l'8 agosto 2021 contro la Dinamo Tbilisi. Il 26 febbraio 2022 è stato ceduto in prestito al Telavi, con cui ha trovato il suo primo gol fra i professionisti il 5 marzo contro il Sioni Bolnisi.
Nel gennaio 2023 è stato acquistato dal K'olkheti-1913 Poti che lo ha immediatamente girato in prestito alla Dinamo Batumi.
Il 3 luglio 2023, è stato acquistato in prestito con diritto di riscatto dal Frosinone, neo-promosso in Serie A. Ha quindi debuttato con il club italiano l'11 agosto seguente, in Coppa Italia contro il Pisa. Ha esordito in campionato una settimana dopo, contro il Napoli. Il 2 luglio 2024, è stato ufficialmente riscattato dal Frosinone, con cui ha firmato un contratto quadriennale. Il 26 dicembre 2024 segna la sua prima rete con i ciociari, aprendo le marcature nella vittoria per 2-0 contro la Salernitana. 

### Nazionale
Ha giocato nelle nazionali giovanili georgiane Under-17, Under-19 ed Under-21.

## Statistiche

### Presenze e reti nei club
Statistiche aggiornate al 17 agosto 2025.
| Stagione         | Squadra           | Campionato       | Campionato | Campionato | Coppe nazionali | Coppe nazionali | Coppe nazionali | Coppe continentali | Coppe continentali | Coppe continentali | Altre coppe | Altre coppe | Altre coppe | Totale | Totale |
| Stagione         | Squadra           | Comp             | Pres       | Reti       | Comp            | Pres            | Reti            | Comp               | Pres               | Reti               | Comp        | Pres        | Reti        | Pres   | Reti   |
| ---------------- | ----------------- | ---------------- | ---------- | ---------- | --------------- | --------------- | --------------- | ------------------ | ------------------ | ------------------ | ----------- | ----------- | ----------- | ------ | ------ |
| 2021             | Saburtalo Tbilisi | EL               | 7          | 0          | CG              | 3               | 0               | -                  | -                  | -                  | -           | -           | -           | 10     | 0      |
| 2022             | Telavi            | EL               | 21         | 3          | CG              | 2               | 1               | -                  | -                  | -                  | -           | -           | -           | 23     | 4      |
| 2023             | Dinamo Batumi     | EL               | 7          | 0          | CG              | 0               | 0               | -                  | -                  | -                  | -           | -           | -           | 7      | 0      |
| 2023-2024        | Frosinone         | A                | 5          | 0          | CI              | 3               | 0               | -                  | -                  | -                  | -           | -           | -           | 8      | 0      |
| 2024-2025        | Frosinone         | B                | 33         | 3          | CI              | 1               | 0               | -                  | -                  | -                  | -           | -           | -           | 34     | 3      |
| 2025-2026        | Frosinone         | B                | 0          | 0          | CI              | 1               | 1               | -                  | -                  | -                  | -           | -           | -           | 1      | 1      |
| Totale Frosinone | Totale Frosinone  | Totale Frosinone | 38         | 3          |                 | 5               | 1               |                    | -                  | -                  |             | -           | -           | 43     | 4      |
| Totale carriera  | Totale carriera   | Totale carriera  | 73         | 6          |                 | 10              | 2               |                    | -                  | -                  |             | -           | -           | 83     | 8      |

## Palmarès

### Club

#### Competizioni nazionali
- Coppa di Georgia: 1

Saburtalo Tbilisi: 2021